# Chimastrum flavibasis
Chimastrum flavibasis är en fjärilsart som beskrevs av Percy I. Lathy 1932. Chimastrum flavibasis ingår i släktet Chimastrum och familjen Riodinidae. Inga underarter finns listade i Catalogue of Life.